# (8967) Calandra
Pour les articles homonymes, voir Calandra.
(8967) Calandra est un astéroïde de la ceinture principale.

## Description
(8967) Calandra est un astéroïde de la ceinture principale. Il fut découvert le 13 mai 1971 à l'observatoire Palomar par Cornelis Johannes van Houten, Ingrid van Houten-Groeneveld et Tom Gehrels. Il présente une orbite caractérisée par un demi-grand axe de 3,06 UA, une excentricité de 0,12 et une inclinaison de 9,7° par rapport à l'écliptique.

## Compléments